# Napo (condado)
Napo (em chinês tradicional: 那坡縣; chinês simplificado: 那坡县; pinyin: Nàpō Xiàn; zhuang: Nazboh Yen) é uma condado da Baise, localidade situada ao sudoeste da Regiao Autónoma Zhuang de Quancim, na República Popular da China. Ocupa uma área total de 2.231 Km². Segundo dados de 2010,  Napo  possuí  195 600 habitantes, 90.59% das pessoas que pertencem ao grupo étnico Zhuang.